# نیتروسیلازید
نیتروسیلازید(به انگلیسی: Nitrosylazide) یک اکسید بسیار ناپایدار از نیتروژن با فرمول شیمیایی N4O است که می‌تواند از طریق واکنش سدیم آزید و نیتروسیل کلرید در دمای پایین بدست بیاید: 
در دماهای کمتر از ۵۰- درجه سانتی گراد، نیتروسیلازید به صورت یک جامد زرد کم رنگ وجود دارد. در دماهای بالاتر از این دما، این ماده به اکسید نیتروژن (N2O) و مولکولی نیتروژن (N2) تجزیه می‌شود: 